# Tomás Ó Fiaich
Tomás Ó Fiaich, né le 3 novembre 1923 à Crossmaglen et mort le 8 mai 1990 à Toulouse, est un cardinal irlandais, archevêque d'Armagh de 1977 à sa mort.

## Biographie

### Prêtre
Tomás Ó Fiaich est ordonné prêtre le 6 juillet 1948 pour le diocèse d'Armagh. 

### Évêque
Nommé archevêque d'Armagh, primat de toute l'Irlande, le 18 août 1977, il est consacré le 2 octobre suivant par Gaetano Alibrandi, nonce apostolique en Irlande (en) avec comme co-consécrateurs Francis Lenny (en) et William Philbin (en).
Il conservera cette charge jusqu'à sa mort.
Il joua un rôle dans le conflit nord irlandais en dénonçant la violence qui régnait des deux côtés mais il prit clairement partie pour la cause irlandaise. Il visita notamment la prison de Maze (surnommée Long Kesh par les prisonniers) et il critiqua vivement les conditions de détention. Cette visite eut lieu durant les premières protestations  des prisonniers irlandais (blanket protest et dirty protest) contre les traitements qui leur étaient infligés et eut pour conséquence de médiatiser la situation des prisonniers politiques irlandais (membres de l'IRA provisoire et de l'INLA principalement) et ce peu avant la tragique grève de la faim de 1981...
Après la mort de Raymond McCreesh et de Patsy O'Hara le 21 mai, il dénonça la gestion du gouvernement britannique de ces grèves de la faim.

### Cardinal
Il est créé cardinal par le pape Jean-Paul II lors du consistoire du 30 juin 1979 avec le titre de cardinal-prêtre de San Patrizio (Saint Patrick). 
Il meurt le 8 mai 1990 à Toulouse, à l'âge de 66 ans.

## Succession apostolique
Tomás Ó Fiaich a ordonné les évêques suivants :
- Évêque Joseph Duffy (en) (1979)
- Évêque James Gerard Lennon (1980)
- Évêque Séamus Hegarty (en) (1982)
- Évêque Colm O'Reilly (en) (1983)
- Évêque Michael Smith (en) (1984)
- Évêque Francis Lagan (en) (1988)